# Wettingen
Wettingen er en by i kantonen Aargau i Schweiz. Den by ligger ved floden Limmat, syd for foden af Lägern (Jurabjergene) og vest for Zürich. Wettingen har 20.843(2018) indbyggere.
Wettingen ligger 408 meter over havets overflade. Byen havde tidligere stor betydning med et fungerende kloster efter cistercienserreglen. Klosteret blev bygget i 1227 og eksisterede indtil 1841. Det blev senere populært som en seværdighed for turister.